# Utilia falcata
Utilia falcata är en fjärilsart som beskrevs av Clarke 1978. Utilia falcata ingår i släktet Utilia och familjen praktmalar, Oecophoridae. Inga underarter finns listade i Catalogue of Life.